# Mano Negra
Mano Negra (hiszp. "czarna dłoń") – zespół muzyczny założony w 1987 roku przez Manu Chao, jego brata Antoine i ich kuzyna, Santiago Casariego. Zespół do swojego rozpadu w 1995 roku nagrał i wydał 6 albumów (po tym roku ukazały się jeszcze cztery składanki, zawierające głównie utwory z pierwszych płyt).
Mano Negra szybko po swoim debiucie stała się jedną z najbardziej liczących się grup alternatywnych we Francji. Muzyczna mieszanka punk rocka, muzyki latynoskiej i wielu innych stylów, okraszona lewicowymi tekstami, szybko znalazła wielu zwolenników. Nazwa zespołu pochodzi od nazwy organizacji anarchistycznej działającej w Hiszpanii pod koniec XIX wieku.

## Skład zespołu
- Manu Chao – wokal, gitara
- Antoine Chao – trąbka
- Santiago Casariego – perkusja
- Philipe Teboul – instr. perkusyjne
- Daniel Jamet – gitara
- Joseph Dahan – gitara basowa
- Thomas Darnal – klawisze
- Pierre Gauthé – puzon

## Dyskografia
- 1988 – Patchanka
- 1989 – Puta's Fever
- 1991 – King of Bongo
- 1991 – Amerika Perdida
- 1992 – In The Hell of Patchinko
- 1994 – Casa Babylon
- 1994 – Bande Originale du Livre
- 1998 – Best Of
- 2001 – Mano Negra Illegal
- 2004 – L'Essentiel